# Sevens Grand Prix Series Femenino 2018
El Sevens Grand Prix Series Femenino de 2018 fue la decimosexta temporada del circuito de selecciones nacionales femeninas europeas de rugby 7.

## Calendario
| Torneo                            | Ciudad   | Fecha                    | Campeón |
| --------------------------------- | -------- | ------------------------ | ------- |
| Seven Femenino de Marcoussis 2018 | Malemort | 30 de junio - 1 de julio | Francia |
| Seven Femenino de Kazán 2018      | Kazán    | 1-2 de septiembre        | Rusia   |

## Tabla de posiciones
| Pos | País         | FRA | RUS | Puntos |
| --- | ------------ | --- | --- | ------ |
| 1   | Rusia        | 20  | 18  | 38     |
| 2   | Francia      | 18  | 20  | 38     |
| 3   | Irlanda      | 16  | 12  | 28     |
| 4   | Escocia      | 6   | 16  | 22     |
| 5   | Bélgica      | 10  | 8   | 18     |
| 6   | Inglaterra   | 14  | 3   | 17     |
| 7   | Polonia      | 3   | 14  | 17     |
| 8   | Gales        | 12  | 4   | 16     |
| 9   | Italia       | 4   | 10  | 14     |
| 10  | España       | 8   | 6   | 14     |
| 11  | Suecia       | 1   | 2   | 3      |
| 12  | Países Bajos | 2   | 1   | 3      |

| Bandera de Rusia |
| Campeón Rusia    |
| Quinto título    |